# Porcellionides reticulorum
Porcellionides reticulorum är en kräftdjursart som först beskrevs av Karl Wilhelm Verhoeff1943.  Porcellionides reticulorum ingår i släktet Porcellionides och familjen Porcellionidae. Inga underarter finns listade i Catalogue of Life.